# Fritz-Julius Lemp
Fritz-Julius Lemp (Tsingtao, China; 19 de febrero de 1913 - Atlántico Norte; 9 de mayo de 1941) fue un marino germano perteneciente a la Kriegsmarine, comandante de submarinos durante la Segunda Guerra Mundial. Tuvo una breve pero intensa trayectoria y fue condecorado con la Cruz de Caballero de la Cruz de Hierro por su desempeño en combate.

## Biografía
Fritz-Julius Lemp nació en Tsingtao, China, en la colonia alemana de Klao-Chow en 1913, donde su padre, quien era militar estaba destinado a esa estación alemana.
Lemp se unió a la Reichsmarine el 1 de abril de 1931 graduándose como cadete a fines de 1931 a sus 18 años de edad. Después fue enviado a la escuela de Infantería en Stralsund. Luego fue destinado al crucero ligero Karlsruhe efectuando un crucero por puertos americanos. 
En 1935, como teniente se le destinó al arma submarina y en 1936 pasó a ser primer oficial de puente a bordo del submarino costero U-28. En 1937 fue ascendido a Oberleutnant (Teniente primero) y en 1938, con 25 años de edad, se le nombró comandante de dicha unidad sin llegar a realizar patrulla alguna, solo para labores de entrenamiento.
Ese mismo año tomó el comando del U-30, un submarino tipo VIIA (para ultramar) donde realizó exhaustivas pruebas con un nuevo dispositivo llamado schnorkel y además llevó la puesta a punto de combate de dicha unidad.

### Segunda Guerra Mundial
En 1939, zarpó en su primera patrulla el 22 de agosto desde Wilhelmshaven y el 3 de septiembre en la noche, sorprende a un navío enemigo navegando en zigzag y con las luces apagadas, supuso que se trataba de un crucero auxiliar, lo torpedeo y cañoneo en superficie, cuando se acercó se dio cuenta de que se trataba de un transatlántico lleno de civiles, desatando el llamado Incidente del SS Athenia, Lemp se alejó del lugar sin rematar el navío.
En la madrugada del 11 de ese mes, torpedeo y hundió al mercante RMS Blairlogie, los 30 sobrevivientes salvaron en botes y fueron obsequiados con ginebra y cigarrillos por los alemanes. 
El 14 de septiembre, hacia el mediodía hundió al mercante RMS Fanad Head sin causar víctimas, los sobrevivientes fueron remolcados en sus botes lejos del buque mientras una dotación de presa dinamitaba el buque. Mientras se completaba la acción, el U-30 fue sorprendido por aviones del portaviones Ark Royal cuyos ataques no lograron evitar el hundimiento del buque británico y el U-30 pudo escapar.
El 27 de septiembre de 1939, al volver a la base con 23.206 t de buques hundidos, Lemp fue duramente amonestado por al almirante Karl Dönitz, por orden directa de Hitler, por no realizar el procedimiento correcto de reconocimiento establecido en el Convenio de Ginebra respecto del SS Athenia, fue amenazado de sometérsele a corte marcial y se le obligó a él y a toda la tripulación a mantener el silencio respecto del SS Athenia mientras la Alemania nazi negaba su participación en el incidente. No obstante se le concedió la Cruz de Hierro de segunda clase por el tonelaje hundido.
La segunda patrulla del U-30 fue solo de 6 días retornando a la base sin haber logrado objetivos.
La tercera patrulla del U-30 se inició el 23 de diciembre de 1939. El 28 de diciembre de 1939 en la madrugada, hunde al pesquero HMS Bárbara Robertson, Lemp detiene al buque sueco Hispania y le solicita que pueda rescatar a los sobrevivientes de dicho buque.
Ese mismo día, el U-30 detecta una codiciada presa, un buque de guerra enemigo el norte de las islas Hébridas, se trata del acorazado Barham y Lemp ordena un abanico de torpedos, alcanzando al acorazado con un torpedo a babor. Sin embargo no logró hundirlo; pero lo sacó de servicio por tres meses. 
Lemp termina su tercera patrulla con tres mercantes británicos hundidos por minas sembradas por el U-30. Por los resultados de esta patrulla se le condecora con la Cruz de Hierro de Primera Clase.
Desde la cuarta a la octava patrulla; el U-30 de Lemp logró hundir un total de 55.692 t de buques enemigos obteniendo la Cruz de Caballero de la Cruz de Hierro, el 14 de agosto de 1940.
El 21 de noviembre de 1940 toma el mando del nuevo submarino tipo IXB, el U-110 en Kiel y lo lleva a comisión de servicio siendo comisionado el 9 de marzo de 1941, fecha de zarpe de su novena patrulla. Lemp sorprendió el 16 de marzo de 1941 al RMS Erodona, un petrolero de 6.207 t al que torpedeo y voló su popa y que dio por hundido; sin embargo se mantuvo a flote y fue recuperado por los ingleses. Su próxima víctima fue el HMS Siremalm al que solo logró dañar ya que el cañón de cubierta del U-110 estalló matando a sus sirvientes. Lemp interrumpió su patrulla regresando a Lorient.

### Final
La última patrulla de Lemp se inició en Lorient, Francia, zarpando el 15 de abril de 1941. El 27 de abril hundió al HMS Henri Mory. 

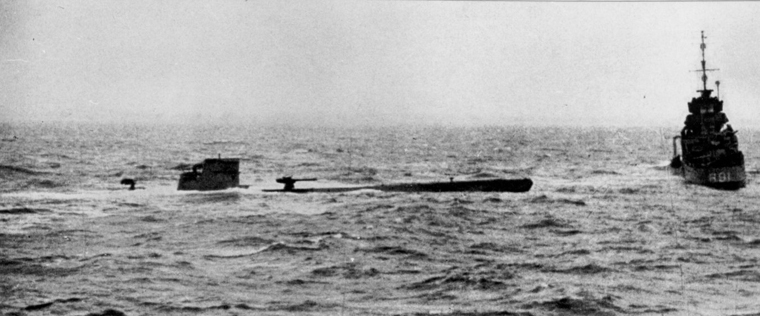
Apresamiento del U-110 por el HMS Bulldog.

El 9 de mayo de 1941, Lemp atacó al convoy OB-318 fuertemente escoltado, hundiendo al HMS Bengore Head, luego atacó al HMS Esmond logrando hundirlo, sin embargo fue señalado por la corbeta HMS Aubretia cuyas cargas de profundidad dañaron seriamente al U-110 viéndose obligado a soplar los tanques y emerger, Lemp ordenó el abandono del buque. Al emerger fue atacado por los destructores HMS Bulldog y HMS Broadway y además por la corbeta HMS Aubretia, Lemp ordenó barrenar el submarino con cargas explosivas temporizadas, abrir las válvulas y ventiladores y supuso que el U-110 se iría a pique de popa. 
Lemp fue el último en abandonar el submarino; pero una partida de abordaje del HMS Aubretia se apoderó del submarino, desactivó los explosivos y detuvo el hundimiento. Lemp al darse cuenta de que el hundimiento de su unidad se había frustrado y que tanto la máquina Enigma como los cuadernos de claves no habían sido destruidos, regresó a nado al submarino para revertir la situación. Algunas versiones indican que un marino británico se tomó la venganza por el SS Athenia tiroteando a Lemp en el agua, otras indican que se ahogó por agotamiento físico perdiéndose su rastro. Los alemanes capturados creyeron hasta el final de la guerra que su submarino y comandante se habían hundido. 
Al capturar el U-110, los ingleses se hicieron de la máquina Enigma y cuaderno de claves que portaba el submarino y cuyo funcionamiento y código sería develado por la inteligencia británica. 
Lemp logró hundir un total de 142.056 t de buques enemigos sin llegar a ser considerado un as en su arma de combate.